# 斯通斯克羅辛 (印地安納州)
斯歺斯克羅辛（英語：Stones Crossing）是位於美國印地安納州約翰遜縣的一個非建制地區。該地的面積和人口皆未知。